# Мајевац (Добој)
Мајевац је насељено мјесто у граду Добој, Република Српска, БиХ. Према прелиминарним подацима пописа становништва 2013. године, у насељу је живјело 176 становника.

## Други светски рат
У срезу Градачац у селу Мајевцу „усташе су запалиле православну цркву која је потпуно изгорела, а они су за време пожара играли коло око запаљене цркве.

## Спорт
Мајевац је сједиште фудбалског клуба Вучијак.

## Становништво
| Демографија | Демографија | Демографија |
| Година      | Становника  | Становника  |
| ----------- | ----------- | ----------- |
| 1961.       | 742         |             |
| 1971.       | 656         |             |
| 1981.       | 594         |             |
| 1991.       | 456         |             |
| 2013.       | 176         |             |